# Peugeot Typ 139

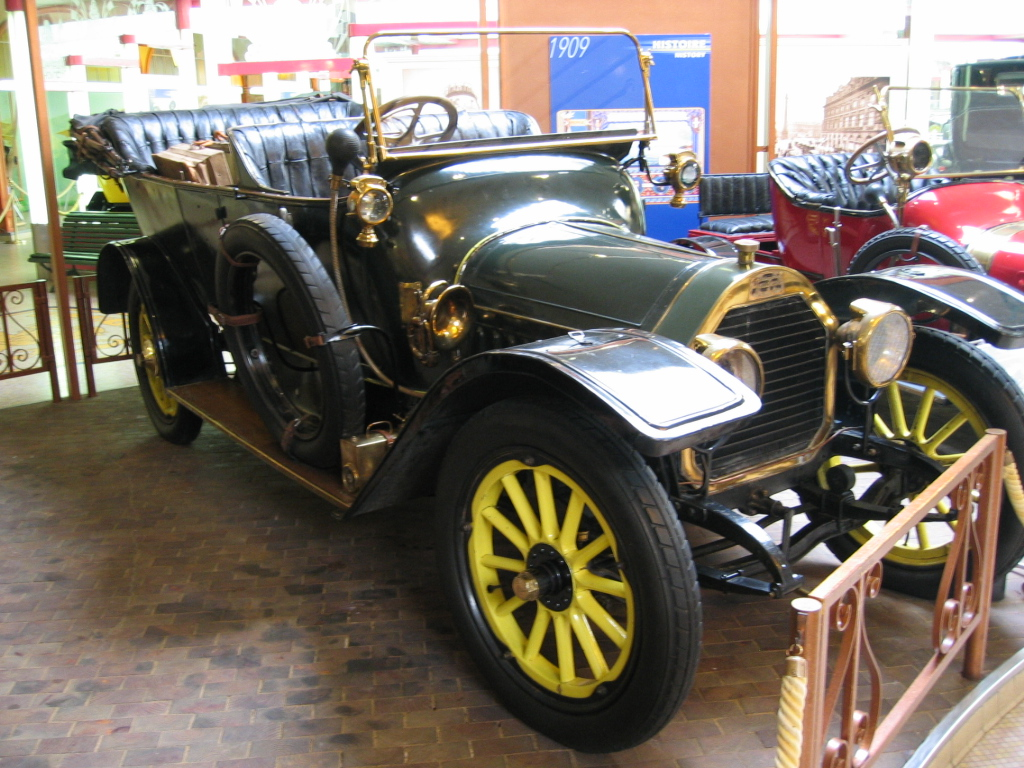
Peugeot Typ 139 im Peugeot-Museum Sochaux

Der Peugeot Typ 139 ist ein frühes Automodell des französischen Automobilherstellers Peugeot, von dem von 1911 bis 1913 im Werk Lille 551 Exemplare produziert wurden.
Die Fahrzeuge besaßen einen Vierzylinder-Viertaktmotor, der vorne angeordnet war und über Kardan die Hinterräder antrieb. Der Motor leistete aus 3.817 cm³ Hubraum 16 PS.
Es gab die Modelle 139 und 139 A. Bei einem Radstand von 316,5 cm betrug die Spurbreite 140 cm. Die Karosserieformen Torpedo und Coupé-Limousine boten Platz für vier bis fünf Personen.